# Primo tenente
Primo tenente presso alcune forze armate è un vero e proprio grado militare, mentre in altre è una qualifica particolare assegnata agli ufficiali che hanno il grado di tenente, generalmente per indicare l'ufficiale subalterno che funga da comandante in seconda di una piccola unità.

## Italia

controspallina di tenente comandante di compagnia

Nel Regio Esercito e poi nell'Esercito Italiano è esistita la qualifica di 1° Tenente introdotta nel corso della prima guerra mondiale nell'ordinamento militare insieme a quella di 1º capitano, quest'ultima presente ancora oggi nella gerarchia delle forze armate italiane, e tali qualifiche erano riservate, soprattutto nel periodo 1940-1945, a coloro che avevano combattuto nel periodo 1915-1918 o nelle guerre coloniali, ed erano stati posti in riserva al termine delle operazioni belliche e poi richiamati nel 1940 all'entrata in guerra dell'Italia nel secondo conflitto mondiale e riarruolati con il loro vecchio grado (capitano e tenente) e quindi considerati "più anziani" rispetto ad altri, ovvero coloro che avevano trascorso un periodo superiore al normale per il passaggio al grado superiore.
Tale criterio, di fatto, permane tutt'oggi per il 1º capitano, che però per prassi è riservato agli ex marescialli che sono transitati nel Ruolo Speciale Ufficiali, e che quindi hanno una progressione molto lenta rispetto a coloro che sono entrati nel Ruolo per concorso a Nomina Diretta ovvero ex AUC, oggi AUFP, che al termine della ferma hanno passato la selezione per il servizio permanente effettivo e ancor più lenta rispetto agli Ufficiali del Ruolo normale, cioè coloro che provengono dall'Accademia Militare di Modena.
Di fatto oggi il grado di 1º capitano sta andando in disuso, per prassi, tendendo ove possibile ad avanzare i capitani ex marescialli, poco prima o subito dopo il congedo per pensionamento, al grado di maggiore a titolo onorifico.
Il 1º tenente è stato invece definitivamente abolito tra la fine degli anni settanta e inizio anni ottanta, poiché considerato "superfluo" ovvero "non più necessario", tuttavia può essere assimilabile al primo tenente il tenente comandante di compagnia.
Nella Marina Militare Italiana esiste la qualifica di primo tenente di vascello che non è un grado e viene attribuita ai tenenti di vascello che permangono per molto tempo nel grado. Tale qualifica viene attribuita con decreto ministeriale ai tenenti di vascello dopo 12 anni di anzianità, ai tenenti di vascello e gradi corrispondenti delle Forze armate italiane che hanno compiuto cinque anni di grado e venti di servizio permanente effettivo computati dal ventottesimo anno di età compiuto, in tutti i casi in cui il grado di tenente di vascello è quello finale della carriera. Oggi tale qualifica è usata raramente ed equivale a quella di primo capitano dell'Esercito Italiano e dell'Aeronautica Militare. Ai primi tenenti di vascello e qualifiche corrispondenti possono essere attribuiti incarichi del grado superiore.

### Regno delle Due Sicilie
Il grado di Primo tenente era presente nel Real Esercito del Regno delle Due Sicilie; il distintivo di grado era costituito da una spallina con giglio. Il grado era superiore a Secondo tenente e inferiore a capitan tenente.

## Regno Unito

### British Army
L'esercito britannico e i Royal Marines non usano più il grado di "primo tenente" (first lieutenant) dal 1871: prima di tale data, il grado era comune nella Royal Artillery, nei Royal Engineers e nei reggimenti di fucilieri.

### Royal Navy
Nella Royal navy il primo tenente è una qualifica dettata dall'anzianità di servizio piuttosto che un vero e proprio grado militare: storicamente i primi tenenti sono i più anziani tra i tenenti imbarcati, e ricoprono, sulle unità minori come cacciatorpediniere e fregate, l'incarico di comandante in seconda o ufficiale esecutivo (XO).

## Stati Uniti

### U.S. Army, U.S. Marine Corps e U.S. Air Force

Insegna di primo tenente dell'U.S. Army

Nell'U.S. Army, nell'U.S. Marine Corps e nella U.S. Air Force il "first lieutenant" è un giovane ufficiale da poco entrato in servizio, superiore al grado di sottotenente; generalmente, un sottotenente (grado O-1) è automaticamente promosso al grado di primo tenente (O-2) dopo 18 (nell'esercito) o 24 mesi (Marines e aviazione) di servizio continuato, anche se, in definitiva, la differenza tra i due gradi è lieve.

### U.S. Navy e U.S. Coast Guard
Presso la U.S. Navy e la U.S. Coast Guard, il primo tenente è una qualifica piuttosto che un vero e proprio grado: indica infatti l'ufficiale al comando della sezione di coperta di una unità navale

## Germania
Nelle forze armate tedesche il grado di primo tenente o tenente maggiore (tedesco: Oberleutnant) è omologo al tenente delle forze armate italiane. Nella Deutsche Marine il grado è Oberleutnant zur See omologo del sottotenente di vascello della Marina Militare Italiana.

## Paesi Bassi
Nelle Nederlandse krijgsmacht, le Forze armate dei Paesi Bassi, la denominazione del grado è Eerste luitenant (primo tenente), comune a tutte le forze armate, mentre l'equivalente nella Koninklijke Marine il grado corrispettivo è Luitenant ter zee der 2de klasse pari al sottotenente di vascello della Marina Militare Italiana. Nei Korps Mariniers, la fanteria di marina olandese, pur facendo parte della Marina, i gradi sono uguali a quelli delle altre forze armate e anch’esso è denominato Eerste luitenant.
Nella Koninklijke Marine il rango di Luitenant ter zee der 1ste klasse omologo al capitano di corvetta della Marina Militare Italiana, al Lieutenant commander nelle marine anglofone, e nelle altre forze armate olandesi al grado di maggiore (lingua olandese: Majoor), adottato anche nei Korps Mariniers.

## America latina e Portogallo
Nella Marina portoghese il grado di Primeiro-tenente è omologo a quello di tenente di vascello della Marina Militare Italiana mentre nella Marinha do Brasil il Primeiro-tenente è omologo al sottotenente di vascello della Marina Italiana. Nell'Esercito brasiliano e nella Força Aérea Brasileira il grado è omologo al tenente dell'Aeronautica e dell'Esercito Italiano.
Nella Marina de Guerra del Perú e nella Armada de Chile il grado di teniente primero è omologo al tenente di vascello della Marina Militare Italiana.

## Unione Sovietica e Russia
Nelle forze armate della Federazione Russa e in precedenza nelle forze armate sovietiche, il grado corrispondente di Primo tenente è denominato tenente anziano (russo: cтарший лейтенант; traslitterato: stáršij lejtenant) che è comune a tutte le forze armate della federazione. Nella Marina russa il grado è omologo al sottotenente di vascello della Marina Militare Italiana.

## Paesi slavofoni
In alcuni eserciti dei paesi slavofoni dell'Europa orientale esiste il grado di primo tenente (Nadporučik o Natporučnik o Natporočnik). La scala gerarchica dei gradi è approssimativamente la seguente:
- Podporučik (sottotenente/secondo tenente)
- Poručik (tenente)
- Nadporučik o Natporučnik o Natporočnik (Primo tenente)

| Tabella dei gradi e dei distintivi corrispondenti a poručik | Tabella dei gradi e dei distintivi corrispondenti a poručik | Tabella dei gradi e dei distintivi corrispondenti a poručik | Tabella dei gradi e dei distintivi corrispondenti a poručik | Tabella dei gradi e dei distintivi corrispondenti a poručik | Tabella dei gradi e dei distintivi corrispondenti a poručik | Tabella dei gradi e dei distintivi corrispondenti a poručik | Tabella dei gradi e dei distintivi corrispondenti a poručik |
| Paese                                                       | Lingua                                                      | grado NATO OF-1c (junior)                                   | grado NATO OF-1c (junior)                                   | grado NATO OF-1b (junior)                                   | grado NATO OF-1b (junior)                                   | grado NATO OF-1a (senior)                                   | grado NATO OF-1a (senior)                                   |
| ----------------------------------------------------------- | ----------------------------------------------------------- | ----------------------------------------------------------- | ----------------------------------------------------------- | ----------------------------------------------------------- | ----------------------------------------------------------- | ----------------------------------------------------------- | ----------------------------------------------------------- |
| Paese                                                       | Lingua                                                      | Grado                                                       | Designazione                                                | Grado                                                       | Designazione                                                | Grado                                                       | Designazione                                                |
| Croazia (bandiera)                                          | croato                                                      |                                                             |                                                             |                                                             | Poručnik                                                    |                                                             | Natporučnik                                                 |
| Slovacchia (bandiera)                                       | slovacco                                                    |                                                             |                                                             |                                                             | Poručík                                                     |                                                             | Nadporučík                                                  |
| Slovenia (bandiera)                                         | sloveno                                                     |                                                             |                                                             |                                                             | Poročník                                                    |                                                             | Nadporočnik                                                 |
| Rep. Ceca (bandiera)                                        | ceco                                                        |                                                             | Podporučík (fino al 2011)                                   |                                                             | Poručík                                                     |                                                             | Nadporučík                                                  |
|                                                             |                                                             |                                                             |                                                             |                                                             |                                                             |                                                             |                                                             |
| Equivalente                                                 | Equivalente                                                 |                                                             |                                                             |                                                             | Sottotenente                                                |                                                             | Tenente                                                     |
| Equivalente                                                 | Equivalente                                                 |                                                             |                                                             |                                                             | Second lieutenant                                           |                                                             | First lieutenant                                            |

## Svizzera

primo tenente dell'esercito svizzero

Nell'esercito svizzero il grado di primo tenente (abbreviato I ten) è un ufficiale subalterno che ha qualche anno d'anzianità in più del tenente. La promozione da tenente a primo tenente avveniva in passato in modo automatico una volta fatti un certo numero di corsi di ripetizione e di giorni di servizio (salvo in caso di condanne penali che potrebbero bloccare l'avanzamento), mentre ad oggi la promozione viene concessa con anzianità e merito.
Il primo tenente ha gli stessi compiti del tenente: capo sezione o ufficiale di compagnia. Il rimpiazzante del comandante di compagnia, in generale, è un primo tenente.